# Policía de la Provincia de Buenos Aires
La Policía de la Provincia de Buenos Aires (también denominada Policía Bonaerense o solo «la Bonaerense») es la fuerza seguridad pública de la provincia de Buenos Aires y la más grande de Argentina.[cita requerida]
Depende del Ministerio de Seguridad Provincial, cuyo titular es Javier Alonso. El actual jefe de la fuerza es Javier Carlos Villar, quien asume en reemplazo de Daniel García, el cual fue pasado a retiro por el entonces ministro de Seguridad Sergio Berni en diciembre de 2023.

## Cifras

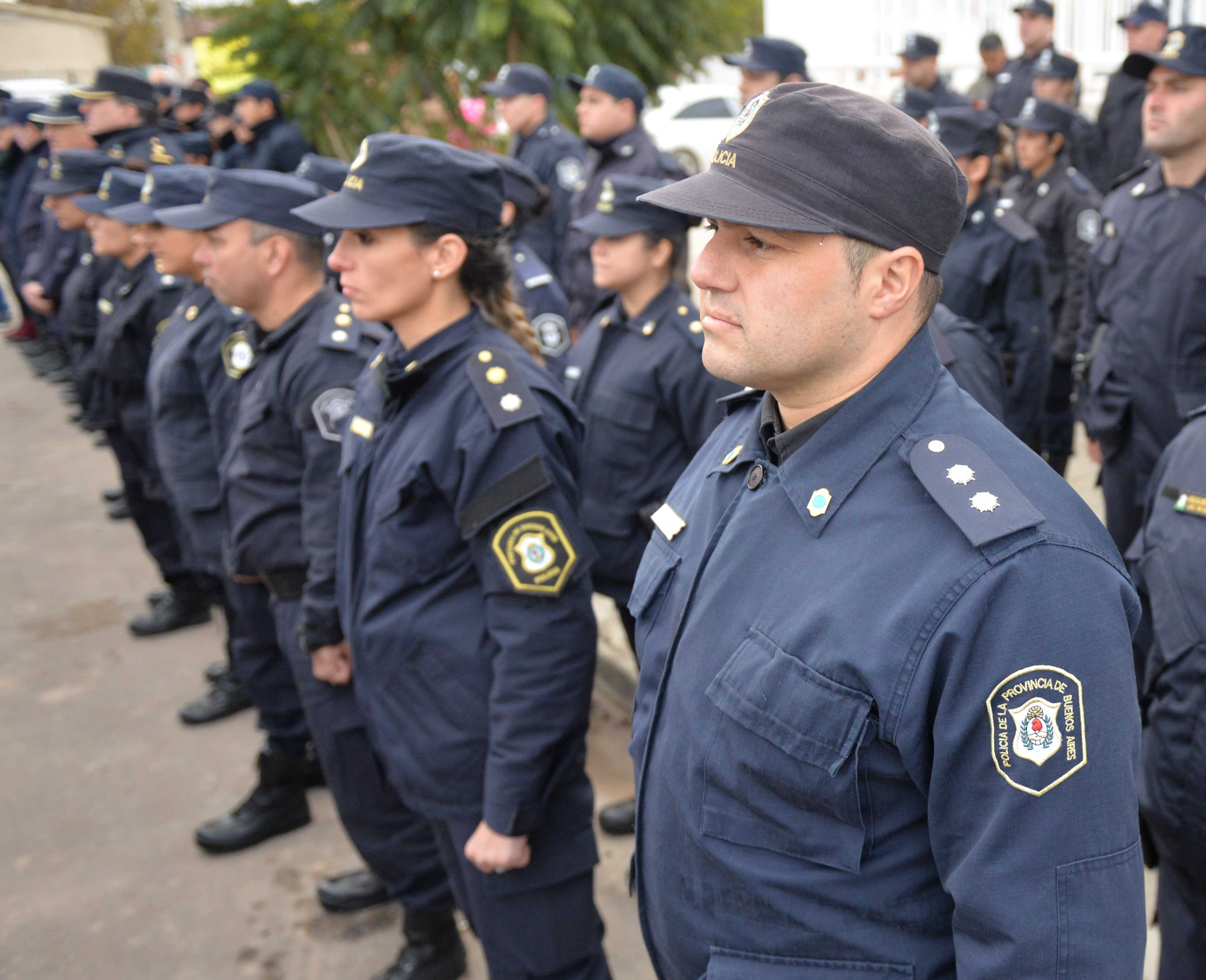
Efectivos de la policía bonaerense en 2018

Cuenta con más de 90000 efectivos en actividad. Además, tiene a su cargo una población de 16 millones de habitantes, cerca del 38 % de la población del país y entre las de mayor cantidad de efectivos en Sudamérica.
En esta provincia, hay siete policías cada 1000 habitantes. En 2014 el gobernador bonaerense y el ministro de Seguridad provincial, Alejandro Granados, llevaron a cabo la incorporación de 10 000 cadetes a la fuerza, siendo la promoción de efectivos más grande de Sudamérica.
Un total de 9.236 policías bonaerenses fueron apartados de la fuerza, 52 agentes fueron cesanteados y otros 4 exonerados en la Federal y 129 efectivos fueron separados de la Policía de la Ciudad de Buenos Aires entre el 10 de diciembre de 2015 y el 30 de abril de 2018. 
Fuentes oficiales informaron que en la Provincia de Buenos Aires, un 10% de los miembros de la fuerza resultó desafectado luego de las tareas llevadas a cabo por la Auditoría General de Asuntos Internos.

## Historia

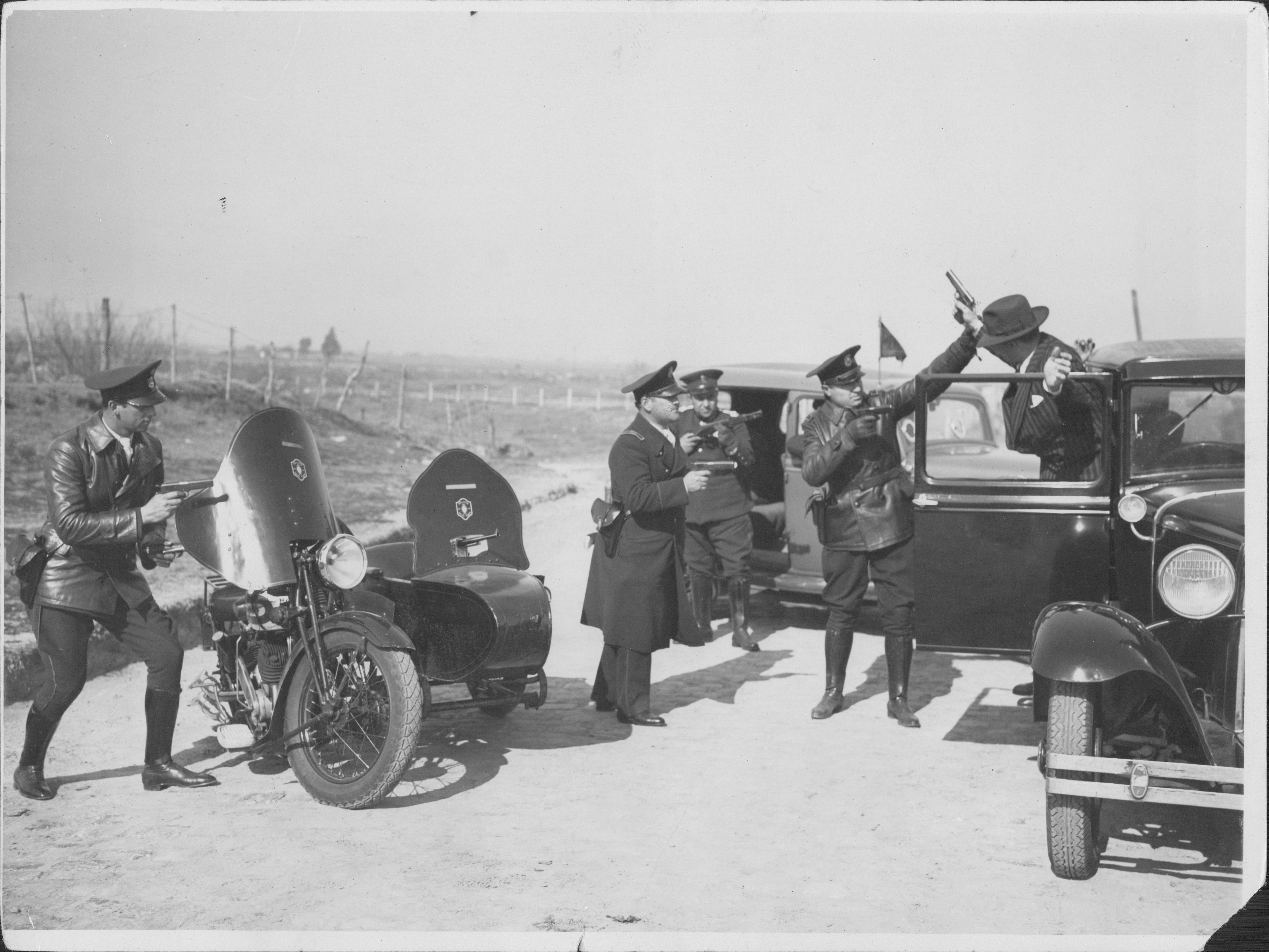
Simulación de detención con fines fotográficos, 1934.

La Revolución de Mayo aparejó la necesidad de crear medios para paliar la seguridad, amenazada en momentos de zozobra. El gobierno revolucionario promulgó en enero de 1813 el Reglamento Provisional de Policía. Por primera vez, desde 1580, tanto el jefe como los integrantes de la Partida Celadora –así se llamaba el cuerpo organizado de acuerdo a las normas de dicho decreto- percibían un sueldo a cambio de sus misiones.
En 1820, durante la gobernación del general Martín Rodríguez y por influencia de su ministro de Gobierno y Relaciones Exteriores Bernardino Rivadavia, se modificaron los regímenes imperantes desde la época de la fundación. El 24 de diciembre que disponía la supresión de los Cabildos y creaba la Justicia de Primera Instancia, los Jueces de Paz, y el empleo de Jefe de Policía y de comisarios para todo el territorio bonaerense. Con la designación de don Joaquín de Achaval para ocupar la flamante jefatura, Rivadavia creaba la Primera Policía de Seguridad del Estado en las Provincias Unidas del Río de la Plata.
Así inició su marcha la Policía de la Provincia de Buenos Aires. Sus reglamentos y estructuras orgánicas sirvieron en diversas ocasiones de modelo para la concreción de fuerzas policiales en otros países. Sus filas fueron integradas por hombres de la guerra, de las artes, de las ciencias, en el de la jurisprudencia y la investigación.[cita requerida]
En la década de 1880, Argentina necesitaba consolidarse como nación. La provincia, cedió su capital, la ciudad de Buenos Aires, para asiento de las autoridades federales. Y junto con el territorio, también entregaron los organismos administrativos, entre ellos las dependencias y personal policial que figuraban en el territorio cedido, conformándose además la Policía de la Capital. El viejo edificio aledaño al Cabildo, que desde los tiempos de Rivadavia había sido asiento del Departamento General de Policía, albergó por unos años más a los órganos conductivos de ambas policías: la de Ciudad de Buenos Aires recién creada y la de la Provincia ya existente (desde 24 de diciembre de 1821).
El 14 de enero de 1884, la sede central de la Policía de la Provincia se afincó en la ciudad de La Plata, flamante capital bonaerense. Allí, se dieron los escarceos filosóficos el Dr. Alejandro Korn o los trabajos de Juan Vucetich, que creó el Sistema Dactiloscópico Argentino adoptado por todo el mundo a propuesta de la Academia de Ciencias de París, luego que Vucetich recorriera el planeta comisionado por el gobierno y en representación de la Policía de la Provincia de Buenos Aires. Divulgó su obra en la mayoría de las capitales y fue creador de la primera cédula de identidad de Argentina, Chile, Uruguay, Brasil y otros países de Latinoamérica; creó y organizó la documentación de identidad en la república de China y su método fue copiado por la mayoría de las capitales europeas y asiáticas de esos tiempos. Creó el registro Provincial de la Personas; inspirador de la Ley de enrolamiento y régimen electoral; y pionero de una oficina internacional de policía, actual INTERPOL.
El tránsito de la institución por el siglo XX fue de crecimiento, adaptándose a los requerimientos cada vez mayores de la sociedad bonaerense, que proveía los medios para el desarrollo y modernización, a cambio de un servicio social y humano que iba más allá de la seguridad, como es el caso de las funciones de policía judicial. Durante un siglo la Policía de la Provincia tuvo a su cargo la instrucción de los sumarios judiciales bajo la supervisión de jueces que garantizaban la juridicidad. Durante un siglo las cárceles estuvieron colmadas de delincuentes condenados en juicios, precedidos de investigaciones ajustadas a derecho, realizadas por organismos policiales.
Los Institutos de formación, como el Liceo Policial (en su momento, único en América), la Escuela de Cadetes Juan Vucetich y la Academia Superior fueron modelos; por sus aulas pasaron becados de Policías hermanas de otras provincias y de países vecinos. Hoy, disuelta, la Escuela de Suboficiales y el Liceo Policial, la Escuela Juan Vucetich y sus anexos de reciente creación, hacen grandes esfuerzos por mejorar en sus aulas la calidad que los aspirantes a policía traen de la vida civil, de sus hogares.

## Estructura
| Estructura jerárquica | Estructura jerárquica |
| Subescalafón comando  | Subescalafón comando  |
| Jerarquías            | Insignia              |
| --------------------- | --------------------- |
| Comisario general     |                       |
| Comisario mayor       |                       |
| Comisario inspector   |                       |
| Comisario             |                       |
| Subcomisario          |                       |
| Oficial principal     |                       |
| Oficial inspector     |                       |
| Oficial subinspector  |                       |
| Oficial ayudante      |                       |
| Oficial subayudante   |                       |
| Subescalafón general  |                       |
| Mayor                 |                       |
| Capitán               |                       |
| Teniente 1.º          |                       |
| Teniente              |                       |
| Subteniente           |                       |
| Sargento              |                       |
| Agente                |                       |

La Policía de la Provincia de Buenos Aires se subdivide en cuatro fuerzas autárquicas. Estas son:
- Policía de Seguridad
  - Policía de Seguridad de Distrito
  - Policía de Seguridad Comunal
  - Policía de Seguridad Vial
  - Policía de Prevención Local
  - Policía de Seguridad Buenos Aires 2
  - Policía de Seguridad Rural
- Policía de Investigaciones e Inteligencia Criminal
  - Policía de Investigaciones de Delitos Complejos
  - Policía Científica
- Policía de Comunicaciones y Emergencias
  - Sistema de Atención Telefónica de Emergencias
- Formación y Capacitación Policial
- Dirección de Seguridad de Servicios y Operaciones Aéreas de la Policía de Buenos Aires
- Dirección de ´Transportes y Suministros

## Escalafones
- Oficiales del Subescalafón Comando: personal que cumple tareas de seguridad con responsabilidad de mando.
- Oficiales del Subescalafón General: personal que cumple tareas de seguridad sin responsabilidad de mando (exsuboficiales).
- Oficiales Profesionales: personal con título universitario que cumple tareas de apoyo en distintas áreas, generalmente relacionada con su profesión.
- Oficiales Técnicos: personal con título terciario que cumple tareas de apoyo en distintas áreas, generalmente relacionada con su profesión. También, efectivos que cumplen tareas como peritos.
- Oficiales Administrativos: personal de apoyo que cumple tareas administrativas.
- Servicios Generales: personal de apoyo que cumple tareas administrativas o de mantenimiento (exsuboficiales).
- Personal de Emergencias Telefónicas 911: personal de apoyo que cumple tareas en las centrales de atención de emergencias 911.
- Personal Civil: docentes que cumplen tareas en los Institutos de Formación Policial.

## Dirección de Seguridad Especial Halcón
La Dirección Halcón es la división de operaciones especiales de la policía de la provincia. Creada en 1986, su misión primordial es el rescate de rehenes y la intervención en cualquier otra situación en la que la policía regular sea insuficiente.
Además, se encarga de la seguridad del presidente de la Nación, del gobernador provincial y de funcionarios o diplomáticos extranjeros mientras se encuentren en territorio bonaerense.

### Conformación
La dirección está compuesta por tres escalones de combate con 08 efectivos cada uno. Además, hay una sección de francotiradores y otra de negociadores. Cada escalón de combate, a su vez, se divide en tres equipos con ocho miembros cada uno y se le suma el jefe de Asalto Táctico. Además, cada equipo puede repartirse en dos grupos de cuatro miembros.
Los brecheros son los encargados de utilizar métodos mecánicos, balísticos o explosivos para entrar a un lugar determinado por medio de puertas o ventanas, o de lozas, paredes o pisos. Los francotiradores de la división Halcón tienen varias funciones. Entre ellas, se encuentra la neutralización de objetivos por el fuego o la recopilación de inteligencia.
La Unidad de Negociación se utiliza en tomas de rehenes y casos como personas atrincheradas, contención a suicidas y mediación en graves conflictos sociales. Se creó el 5 de diciembre de 1998 y, según el sitio oficial del Ministerio de Seguridad provincial, es la primera de su tipo en el país.

## Grupo de Apoyo Departamental
Es un grupo cuya misión es intervenir con éxito en que la fuerza policial regular se vea superada a la hora de realizar allanamientos.
Los Grupos de Apoyo Departamentales (GAD) fueron creados por el Ministerio de Seguridad en el año 2006, para la atención de contingencias y en apoyo de la Policías de Distrito, y de las Policías de Seguridad Comunal.
En 2019, los GAD fueron absorbidos por la Superintendencia de Fuerzas de Operaciones Especiales, contando en la actualidad con 45 secciones operativas distribuidas a lo largo del territorio de la provincia y con aproximadamente 1400 efectivos policiales que la componen.
Cada sección cuenta con tres escalones de combate de aproximadamente 8 efectivos cada uno, entre los cuales sus efectivos están capacitados con diferentes especialidades, algunas de ellas son: 
- Operador brechero.
- Operador de escudo balístico.
- Operador PAOTU (primeros auxilios en operaciones tácticas urbanas).
- Operador de armas antidisturbios.
- Operador de custodias VIP.
- Operador primer respondedor.

Las principales intervenciones de esta unidad son los allanamientos de alta peligrosidad, custodia de funcionarios en eventos públicos, toma de rehenes, atrincherados y demás situaciones de crisis.

## Unidad Táctica de Operaciones Inmediatas
La Unidad Táctica de Operaciones Inmediatas (UTOI), se creó en 2017 con el objetivo de ser una fuerza de acción rápida.
Es una unidad policial multipropósito de despliegue rápido, que está preparada para todas las funciones policiales.
Depende directamente del Ministerio de Seguridad, lo que permite evitar “demoras burocráticas y atender a requerimiento del Ministro en forma rápida y efectiva”, al tiempo que “genera versatilidad sin afectar las operaciones de las fuerzas policiales desplegadas en el territorio”.

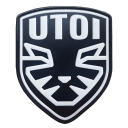
Logo de la UTOI usado actualmente

La UTOI surgió en el “marco de la planificación estratégica” que llevaba adelante el Ministerio de Seguridad en ese entonces, en el que se desarrollaron acciones tácticas operativas en respuesta ante la prevención de hechos delictivos y contravencionales promoviendo al mantenimiento del orden público general. Las funciones de la Unidad Táctica de Operaciones Inmediatas incluyen “conducir y coordinar el personal para cumplir con metas acciones y tareas ordenadas, implementar y coordinar las actividades operativas en apoyo de las Policías de la Provincia”.
Además, está destinada a “supervisar el cumplimiento de los operativos con móviles y/o motos para prevenir o disuadir hechos delictivos que atenten contra la seguridad pública”.
Las tareas de la Unidad están a cargo del Comisario Mayor Carlos Núñez.
En ese contexto, quienes formen parte de la UTOI deberán realizar un curso específico de tres meses de duración, que cuenta con instructores de todas las especialidades y tropas especiales, para una correcta formación.

## Grupo de Prevención Motorizada
El Grupo de Prevención Motorizado (GPM) fue fundado el 18 de junio de 2013, ubicado en la localidad de Ezeiza.
Su ámbito operacional es en todo el territorio de la provincia de Buenos Aires, teniendo como misión objetiva las operaciones motorizadas en prevención del delito y faltas en general. Asimismo, también tiene a cargo las tareas motorizadas antidisturbios, interviniendo toda vez que se encuentre alterado el orden público y la paz social, disponiendo la intervención del equipo al Jefe de Policía.
En una primera etapa estaba compuesto con 6 motocicletas y 12 efectivos. Con el paso del tiempo y teniendo en cuenta los distintos servicios brindados por este grupo, en la actualidad y por disposición del Ministerio de Seguridad, se dispuso la ampliación de dicho grupo contando actualmente con un total de 70 efectivos y 35 motocicletas de altas cilindradas, dos móviles minibús para el traslado del personal y dos móviles para el traslado de las motocicletas con tráiler.
Por último, en el conjunto de sus características visuales, el presente grupo tiene un alto poder de disuasión que desalienta instantáneamente cualquier tipo de situación que amenace el orden público, haciendo eje sobre los principios del orden, la disciplina y el respeto social.
El GPM depende de la Superintendencia de Fuerzas de Operaciones Especiales.

## Dirección de Seguridad de Servicios y Operaciones Aéreas
La Dirección de Seguridad de Servicios y Operaciones Aéreas (DSSOA) es el elemento aéreo de esta fuerza.
Depende del Ministerio de Seguridad de la Provincia de Buenos Aires, y cuenta con aeronaves multipropósito para funciones de evacuaciones aeromédicas, transporte VIP, búsqueda, rescate, patrullaje y operaciones tácticas.
Su base operativa principal es el Aeropuerto de La Plata. En resumen, esta dirección se encarga de operar y gestionar los recursos aéreos de la Policía Bonaerense, como helicópteros y aviones, para tareas de seguridad, rescate, traslados sanitarios, monitoreo y apoyo en situaciones de emergencia.
En 1992 la Dirección incorporó 40 helicópteros Robinson R22. Estos helicópteros fueron desafectados del servicio luego de una serie de accidentes donde murieron varios pilotos de la unidad.
Actualmente dispone en su flota de helicópteros en su mayoría MBB Bo 105 y Eurocopter AS350 B3.
Recientemente se incorporó a la flota un moderno Eurocopter BK-117 EC145 con matrícula LQ-JVJ. El EC145 estaría destinado a reemplazar a los ya veteranos Bo 105. Las tareas de la Dirección están a cargo del Jefe Roberto Bruguera, Personal Policial de grado Comisario Mayor del Subescalafón Comando.
La lista de helicópteros utilizados por la Dirección es la siguiente:
- MBB Bo 105, matrícula LQ-OMH
- Eurocopter AS-350 B3, matrícula LQ-BIO
- Eurocopter AS-350 B3, matrícula LQ-BIS
- Eurocopter AS-350 B3, matrícula LQ-FUG
- Eurocopter AS-350 B3, matrícula LQ-BEL
- Eurocopter AS-350 B3, matrícula LQ-BEN
- Airbus H125, matrícula LQ-KHW
- Airbus H125, matrícula LQ-KHV
- Airbus H125, matrícula LQ-KHX
- Eurocopter BK-117 EC145, matrícula LQ-JVJ
- Eurocopter BK-117C2, matrícula LQ-CLU
- Pipper Cherokee Lance, matrícula LQ-MDF

Su lema es "Tutela a coelo procedit" que significa "La seguridad proviene del cielo".

## Formación y capacitación

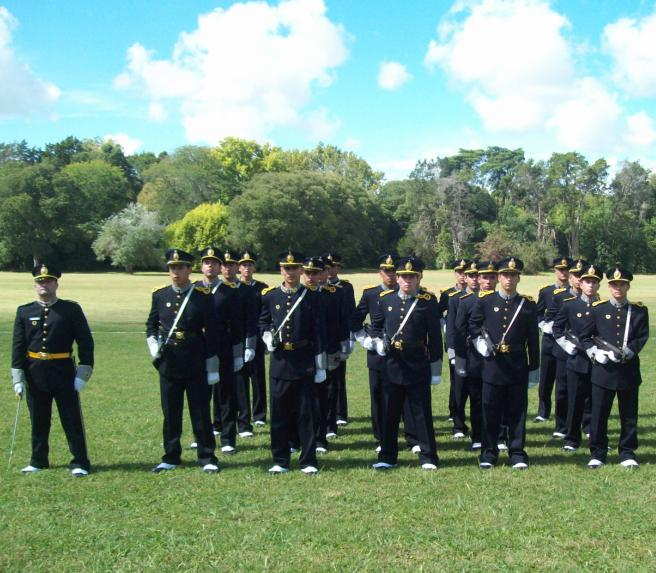
Cadetes de la Provincia de Buenos Aires.

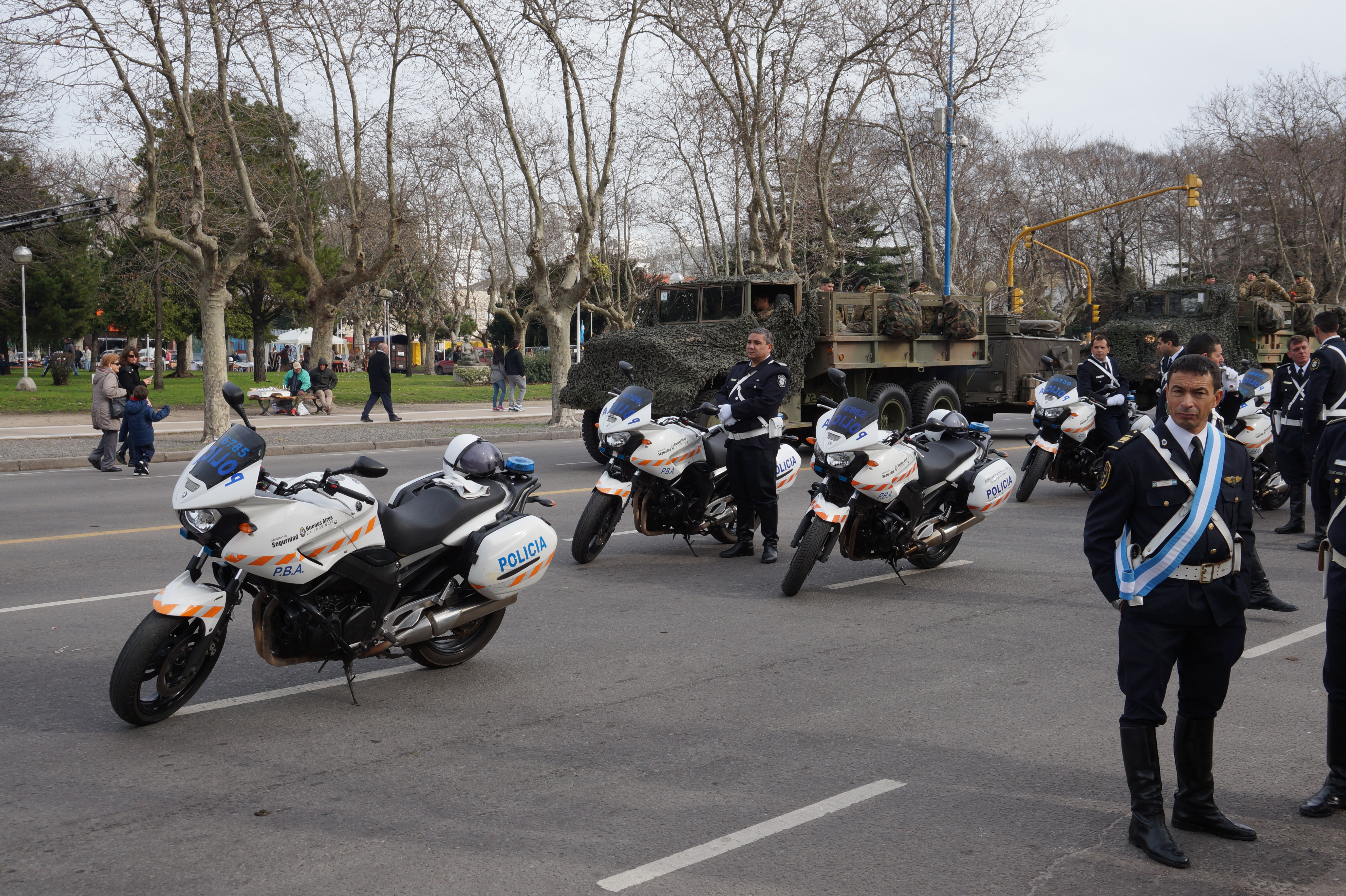
Desfile cívico militar sobre la Av. Luro, Mar del Plata, Argentina.

Para llegar a ser un efectivo de la Policía de la Provincia de Buenos Aires se deberá cursar, actualmente, como cadete en cualquiera de los siguientes institutos:
- Escuela de Policía Juan Vucetich
- Escuela de Investigaciones Crio. Gral Jorge Vicente Schoo (ex Liceo Policial)
- Escuela de Policía Juan Vucetich sede Coronel Julio Dantas
- Escuela de Policía Juan Vucetich sede Olavarría
- Escuela de Policía Juan Vucetich sede La Plata
- Escuela de Policía Juan Vucetich sede La Matanza
- Escuela de Policía Juan Vucetich sede Moreno
- Escuela de Policía Juan Vucetich sede Mar Del Plata
- Escuela de Policía Juan Vucetich sede Bahía Blanca
- Escuela de Policía Juan Vucetich sede Rafael Obligado (Rojas)
- Escuela de Policía Juan Vucetich sede Partido de la Costa (Santa Teresita)
- Escuela de Policía Juan Vucetich sede Dolores
- Escuela de Policía Juan Vucetich sede 3 de Febrero
- Escuela de Policía Juan Vucetich sede Lomas de Zamora
- Escuela de Policía Juan Vucetich sede Esteban Echeverría
- Escuela de Policía Juan Vucetich sede Cañuelas
- Escuela de Policía Juan Vucetich sede Moreno
- Escuela de Policía Juan Vucetich sede San Nicolás
- Escuela de Policía Juan Vucetich sede Rivadavia
- Escuela de Policía Juan Vucetich sede Luján
- Escuela de Policía Juan Vucetich sede San Martín
- Escuela de Policía Juan Vucetich sede Berazategui
- Escuela de Policía Juan Vucetich sede Morón
- Escuela de Policía Juan Vucetich sede Ezeiza
- Escuela de Policía Juan Vucetich sede Tigre
- Escuela de Policía Juan Vucetich sede Quilmes
- Escuela de Policía Juan Vucetich sede Coronel Suárez
- Escuela de Policía Juan Vucetich sede Necochea
- Escuela de Policía Juan Vucetich sede José Clemente Paz
- Escuela de Policía Juan Vucetich sede Chivilcoy

Los cadetes egresarán luego de cursar un tiempo mínimo de 8 meses, con la jerarquía de oficial de Policía (Subescalafón General). Los que se ubiquen en el 25% de los mejores promedios, podrán realizar un curso complementario de 32 semanas (8 meses) en la Escuela de Policía Juan Vucetich para poder obtener el rango de Oficial Subayudante (Subescalafón Comando).

### Fuerzas Especiales Halcón
Para ingresar al grupo Halcón, los postulantes deben rendir un examen eliminatorio y aprobar un curso de seis meses. De este curso, los alumnos salen con la aptitud de comando policial. No obstante, debe pasar un año de experiencia como mínimo para que el agente consolide sus conocimientos.
Según datos oficiales, aproximadamente el 40 % supera la prueba de ingreso, mientras que solo el 10 % de los que realizan el curso logra aprobarlo.
De acuerdo con el sitio oficial de la fuerza, la división Halcón se capacitó con la DEA (la oficina antidrogas estadounidense), el equipo de rescate de rehenes del FBI, el SWAT y otras fuerzas de la Argentina, América y Europa.
En los cursos se dictan materias de tiro, negociación, manejo de situaciones de crisis y custodias especiales. Asimismo, se establecieron convenios de intercambio con la Prefectura Naval Argentina, Gendarmería Nacional Argentina y las Fuerzas Armadas.

## Corrupción y derechos humanos
La policía bonaerense es fuertemente criticada por casos de ineficiencia y corrupción por parte de los habitantes de la provincia. El teléfono oficial para denunciar irregularidades en la fuerza policial recibe un promedio de 165 denuncias mensuales y el 25% de todos los efectivos de la Bonaerense –unos 13 000 policías– está bajo investigación.
Entre 2008 y 2009, se expulsaron a 872 efectivos y 1.779 fueron desafectados del servicio que brindaban. Estos policías están acusados de abusos de autoridad, extorsión, amenazas, castigos ilegales, asociación ilícita, participación en delitos, mal manejo de fondos públicos y violencia familiar. En 2012 el gobernador llevó a cabo una nueva purga, expulsando a 25 comisarios.
Las críticas incluso provienen del mismo gobierno provincial. La secretaria bonaerense de Derechos Humanos, Sara Derotier de Cobacho, denunció "nichos de corrupción" en la policía. Incluso, el entonces ministro de Seguridad de la provincia, Carlos Stornelli, denunció un complot de efectivos de la Bonaerense contra el gobierno provincial.

### Casos emblemáticos
La siguiente enumeración es parcial:
- A fines de 1999 ocurrió la masacre de Ramallo, después de un asalto al Banco Nación. Los asaltantes fueron enviados por la Policía para realizar el atraco con rapidez, pero alguien dio aviso a la comisaría y los uniformados tuvieron que acudir. Los asaltantes sorprendidos tomaron rehenes dentro del Banco. El negociador fue Pablo Bressi que intregraba la división antisecuestro y también el Grupo Halcón, tras negociar por largas horas con los captores, mantuvo otra negociación paralela donde se decidió que nadie podía salir vivo. Bressi dio la orden y ejecutaron a dos rehenes y a uno de los asaltantes, con el propósito de mantener en la sombra el entramado oculto de aquel asalto.[15]
- El 26 de junio de 2002, el entonces comisario de la policía bonaerense Alfredo Franchiotti y el cabo Alejandro Acosta asesinaron a los activistas Maximiliano Kosteki y Darío Santillán, en un episodio conocido como la masacre de Avellaneda. Los dos exagentes fueron condenados.[16]
- El 14 de noviembre de 2009, la familia Pomar la familia fue encontrada muerta 24 días después, habían tenido un accidente de tránsito el mismo día de su desaparición.[17] El auto y los cuerpos de la familia fueron hallados en un lugar supuestamente rastrillado ocho veces por la policía bonaerense. Los resultados negativos de los rastrillajes mal realizados provocaron que se descartara erróneamente la hipótesis del accidente de tránsito y evaluaran otras como secuestro, homicidio o incluso drama pasional durante más de 20 días. El hecho produjo la renuncia, en febrero de 2010, de Paul Starc, subsecretario de Investigaciones e Inteligencia Criminal.[18][19]
- El 31 de enero de 2009 desaparece, en Lomas del Mirador, el joven Luciano Arruga de 16 años luego de haber sido hostigado por la bonaerense para delinquir, según denunciara la familia. El cuerpo apareció casi seis años después enterrado como NN en el Cementerio de la Chacarita.
- En diciembre de 2015 Pablo Bressi asumió como jefe de la bonaerense, con la bendición de la gobernadora de la provincia de Buenos Aires, María Eugenia Vidal, y del ministro de Seguridad bonaerense, Cristian Ritondo. El exgobernador Felipe Solá advirtió a Vidal y a Ritondo que no nombraran a Bressi. Según afirmó, Ritondo le respondió que nombrar a Bressi era "un pedido de la Embajada de Estados Unidos".[20] Previamente Bressi había sido denunciado por el nexo entre el narco Miguel Ángel “Mameluco” Villalba y los directores de la Delegación de Narcotráfico, según se denunció Bressi recibía  las recaudaciones, ya sea de droga, juego, boliches, y denuncias por manejo de fondos millonarios.[21] En noviembre, en el marco de la causa en la que se investiga el origen y destino de sobres  hallados en la Jefatura Departamental de La Plata, el fiscal de la causa, Marcelo Martini, le pidió a la Auditoría General de Asuntos Internos que investigara a Bressi para saber si conocía las maniobras ilícitas. Finalmente, tras varios escándalos, presentó la renuncia a mediados de 2017.[22][23]
- En 2016 el jefe de la fuerza Pablo Bressi fue denunciado por el Sindicato de Policía de Buenos Aires (Sipoba) por echar a policías con licencia médica.[24][25]
- En 2016, el sindicato SIPOBA denunció al ministro Cristian Ritondo por encubrir el robo de sobres con dinero,[26] tras el escándalo (denominado sobregate) por el hallazgo de 36 sobres con 155 mil pesos en la Jefatura de la capital bonaerense,[27][28] que terminó con su titular, Darío Camerini, desplazado y otros ocho exjefes policiales condenados.[29][30] Sin embargo, cuatro de ellos fueron excarcelados posteriormente.[31][32]

Otros casos
- Posible detención arbitraria tras el crimen de Fabián Esquivel
- Arman causas en La Plata 6.ª, febrero de 2011
- Un efectivo separado en forma preventiva por las dos muertes en el intento de saqueo al tren de José León Suárez.
- Intervinieron la Comisaría de JL Suárez. Quince policías separados de la fuerza.
- El presidente del CELS aclara lo que pasó con los crímenes tras el descarrilamiento del tren (minuto 8)
- El jefe Departamental de Pergamino, Miguel Pocovi, prófugo tras ser imputado como jefe de una banda dedicada a robar fertilizantes.
- Relevan a comisario por hacer política
- Detienen a 2 policías, acusados de integrar una banda de narcos
- Cómo operaba la banda de dealers y policías en el sur de la provincia
- Cae un jefe policial acusado de encubrir a secuestradores (Clarín, 15/10/11)
- A siete años de la masacre de Quilmes
- "Contratado por bueno y sin poder despedirlo por malo", enero de 2012
- "A los tiros en la fiesta de 15" (Página/12 del 16 de enero de 2012)
- Otro asesinato que revela la relación entre el crimen y agentes de la policía bonaerense
- Tras poco más de dos meses, destituyeron al comisario de la 1.ª de Avellaneda (Clarín, 2012).
- Conferencia del CELS con los últimos hechos de degradación policial (septiembre de 2012)
- Tres policías detenidos por la muerte de un joven en 2007 Página/12 del 28 de febrero de 2013.
- "Las causas truchas de la Bonaerense", Página/12, 7 de marzo de 2013
- "Un policía detenido por asesinar a dos pibes en la Ribera", Perspectiva Sur (Quilmes)

Cambios
- Purga del 15 de febrero de 2012

## Jefes de la policía
| Nombre                   | Período en la jefatura                             | Cargo | Jerarquía         | Ministro                                    | Gobernador                 |
| ------------------------ | -------------------------------------------------- | --- | ----------------- | ------------------------------------------- | -------------------------- |
| Javier Carlos Villar     | 11 de diciembre de 2023 - actualidad               | Jefe de Policía | Comisario general | Javier Alonso                               | Axel Kicillof              |
| Daniel Alberto García    | 11 de diciembre de 2019 - 10 de diciembre de 2023  | Jefe de Policía | Comisario general | Sergio Berni                                | Axel Kicillof              |
| Rubén Fabián Perroni     | 11 de mayo de 2017 - 10 de diciembre de 2019       | Superintendente general de Policía | Comisario general | Cristian Ritondo                            | María Eugenia Vidal        |
| Pablo Bressi             | 11 de diciembre de 2015 - a mayo de 2017           | Superintendente general de Policía | Comisario general | Cristian Ritondo                            | María Eugenia Vidal        |
| Hugo Matzkin             | 30 de noviembre de 2011 – 11 de diciembre de 2015  | Superintendente general de Policía (septiembre de 2013 – 11 de diciembre de 2015) Superintendente de Seguridad y Coordinación Operativa (30 de noviembre de 2011 – septiembre de 2013) | Comisario general | Alejandro Granados Dr. Ricardo Blas Casal   | Daniel Scioli              |
| Juan Carlos Paggi        | 19 de febrero de 2009 – 30 de noviembre de 2011    | Superintendente general de Policía | Comisario general | Dr. Ricardo Blas Casal Dr. Carlos Stornelli | Daniel Scioli              |
| Daniel Alejandro Salcedo | 12 de diciembre de 2007 – 19 de febrero de 2009    | Superintendente general de Policía | Superintendente   | Dr. Carlos Stornelli                        | Daniel Scioli              |
| Daniel Eduardo Rago      | 30 de noviembre de 2005 – diciembre de 2007        | | Superintendente   | Dr. León Carlos Arslanian                   | Felipe Solá                |
| Héctor Horacio Iglesia   | 2004 – 2005                                        | | Comisario general | Dr. León Carlos Arslanian                   | Felipe Solá                |
| Eduardo Colacci          | 2003 – 2004                                        | | Comisario general |                                             | Felipe Solá                |
| Alberto Sobrado          | 8 de julio de 2002 – 2003                          | | Comisario general |                                             | Felipe Solá                |
| Ricardo Degastaldi       | 2002                                               | | Comisario general |                                             | Felipe Solá                |
| Amadeo D'Angelo          | 2001 – 2002                                        | | Comisario general | Dr. León Carlos Arslanian                   | Carlos Ruckauf/Felipe Solá |
|                          |                                                    | |                   | Interventor Dr. Leopoldo Lugones            | Carlos Ruckauf             |
| Adolfo Hugo Vitelli      | 18 de septiembre de 1996 -                         | Jefe de Policía | Comisario general |                                             | Eduardo Duhalde            |
| Pedro Klodczyk           | 11 de diciembre de 1991 - 18 de septiembre de 1996 | Jefe de Policía | Comisario general |                                             | Eduardo Duhalde            |
| Osvaldo Somohano         | Septiembre de 1990 - 11 de diciembre de 1991       | Jefe de Policía | Comisario general |                                             | Antonio Cafiero            |
| Norberto O. Andrés       | Marzo de 1989 - septiembre de 1990                 | Jefe de Policía | Comisario general |                                             | Antonio Cafiero            |
| Walter O. Jurado         | Junio de 1988 - marzo de 1989                      | Jefe de Policía | Comisario general |                                             | Antonio Cafiero            |
| Alberto J. Miranda       | Diciembre de 1987 - junio de 1988                  | Jefe de Policía | Comisario general |                                             | Antonio Cafiero            |
| Wilfredo J. Aquilano     | Marzo de 1987 - diciembre de 1987                  | Jefe de Policía | Comisario general |                                             | Alejandro Armendáriz       |
| Bronislao Rogosz         | Julio de 1986 - marzo de 1987                      | Jefe de Policía | Comisario general |                                             | Alejandro Armendáriz       |
| Walter R. Stefanini      | Diciembre de 1983 - junio de 1986                  | Jefe de Policía | Comisario general |                                             | Alejandro Armendáriz       |

## Equipamiento y movilidad

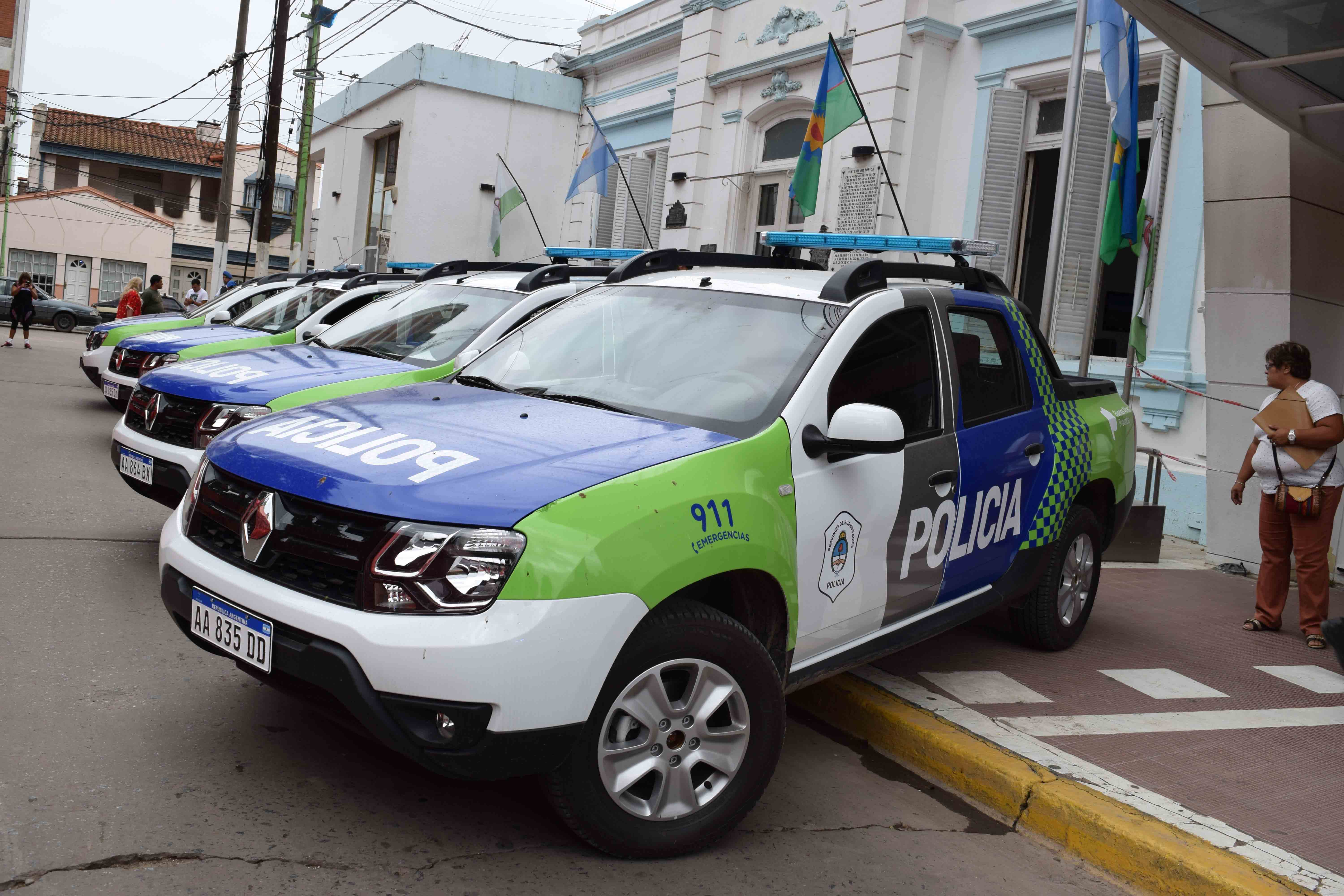
Vehículos Renault Duster Oroch de la Policía bonaerense.

### Armas
- Bersa Thunder 9[36]
- Bersa TPR9
- Browning Hi-Power
- Taurus PT92
- Ithaca 37
- Hatsan Escort AimGuard
- Mossberg 500
- FMK-3[37]
- Uzi
- FN FAL Remington 700
- Glock 17/19

### Vehículos
- Toyota Hilux[38]
- Renault Duster Oroch[39]
- Chevrolet Astra
- chevrolet S10
- Renault Logan
- Peugeot Partner
- Ford Ranger
- Ford Focus
- Toyota Etios
- Volkswagen Voyage
- Volkswagen Amarok
- Fiat Siena
- Fiat Cronos
- Iveco Daily
- Ram 1500[40]
- Nissan Frontier
- Nissan Versa

### Helicópteros
- MBB Bo 105[41]
- Eurocopter AS350 Ecureuil[42] (8)
- Eurocopter EC145, adquiridos en 2021.

### Aviones
- Piper PA-42